# Coalición por el Cambio Democrático
La Coalición por el Cambio Democrático es una alianza electoral liberiana de centroderecha fundada en enero de 2017 para disputar las elecciones generales de 2017. Está conformada por el Congreso para el Cambio Democrático (CDC), el Partido Nacional Patriótico (NPP) y el Partido Liberal Democrático del Pueblo (PLDP). Presentó la candidatura de George Weah (CDC) a la presidencia con Jewel Taylor (NPP) como compañera de fórmula.
En las elecciones generales, la Coalición obtuvo la victoria, con la candidatura de Weah triunfando en segunda vuelta con el 61.54% de los votos válidos contra el candidato oficialista Joseph Boakai, del Partido de la Unidad, poniendo fin a doce años de gobierno de dicho partido.